# Gare de Col-de-Bretaye
Ne doit pas être confondu avec Col de Bretaye.
La gare de Col-de-Bretaye est une gare ferroviaire située sur le territoire de la commune suisse d'Ollon, dans le canton de Vaud.

## Situation ferroviaire

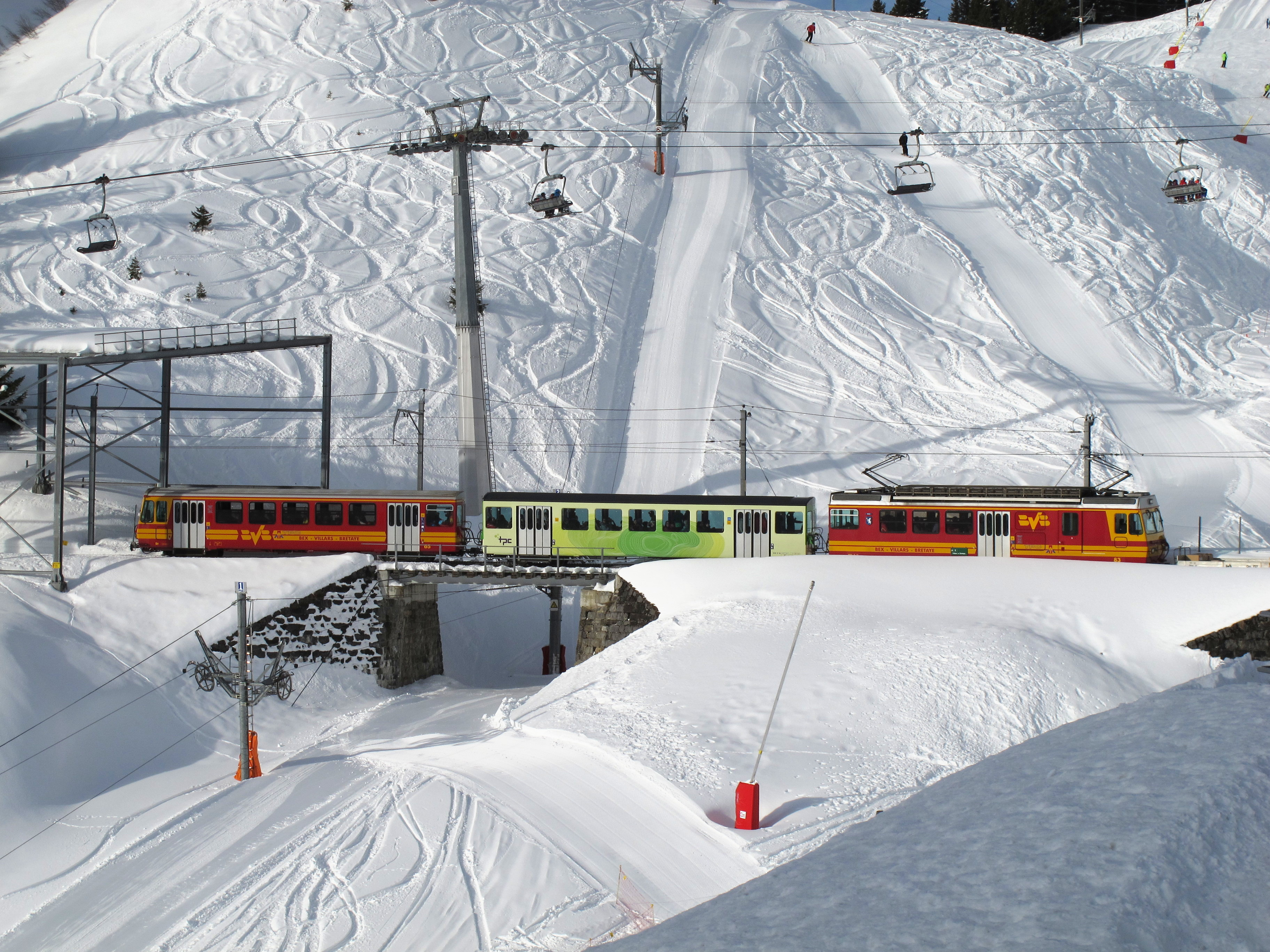
col de bretaye

Établie à 1 807,7 mètres d'altitude, la gare de Col-de-Bretaye est située au point kilométrique 12,44 de la ligne à écartement métrique de Bex à Villars-sur-Ollon et 0 de la ligne de Villars-sur-Ollon au col de Bretaye. Cette ligne appartenait anciennement au Chemin de fer Bex-Villars-Bretaye.
Elle est dotée de trois quais entourant deux voies en impasse.

## Histoire
La gare de Villars-sur-Ollon a été mise en service en 10 juin 1901 avec la section de Gryon à Villars-sur-Ollon du chemin de fer Bex-Villars-Bretaye.

## Service des voyageurs

### Accueil
Gare des TPC, elle est dotée d'un bâtiment voyageurs.

### Desserte
La gare de Col-de-Bretaye est desservie toutes les heures (sauf exceptions à certaines heures) par les trains Regio reliant Bex au col de Bretaye, complétés à certaines périodes par des trains Regio supplémentaires circulant entre Villars-sur-Ollon et la gare de Col-de-Bretaye afin d'assurer d'assurer jusqu'à une fréquence maximale au quart d'heure.

### Intermodalité
La gare de Col-de-Bretaye n'est en correspondance avec aucune autre ligne de transports publics.